# 경제 사회 문화적 권리 위원회
경제 사회 문화적 권리 위원회(The Committee on Economic, Social and Cultural Rights, 약칭 사회권 규약 위원회 혹은 사회권 위원회)는 유엔의 인권기구이다. 경제적 사회적 및 문화적 권리에 관한 국제규약(ICESCR)에 근거해 설치됐다.